# Гігієнічна прокладка

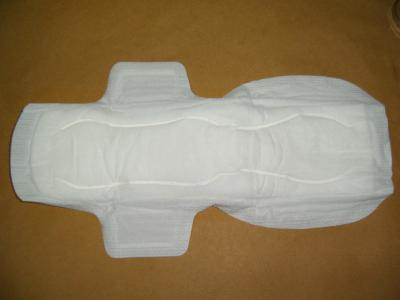
Нічна менструальна прокладка

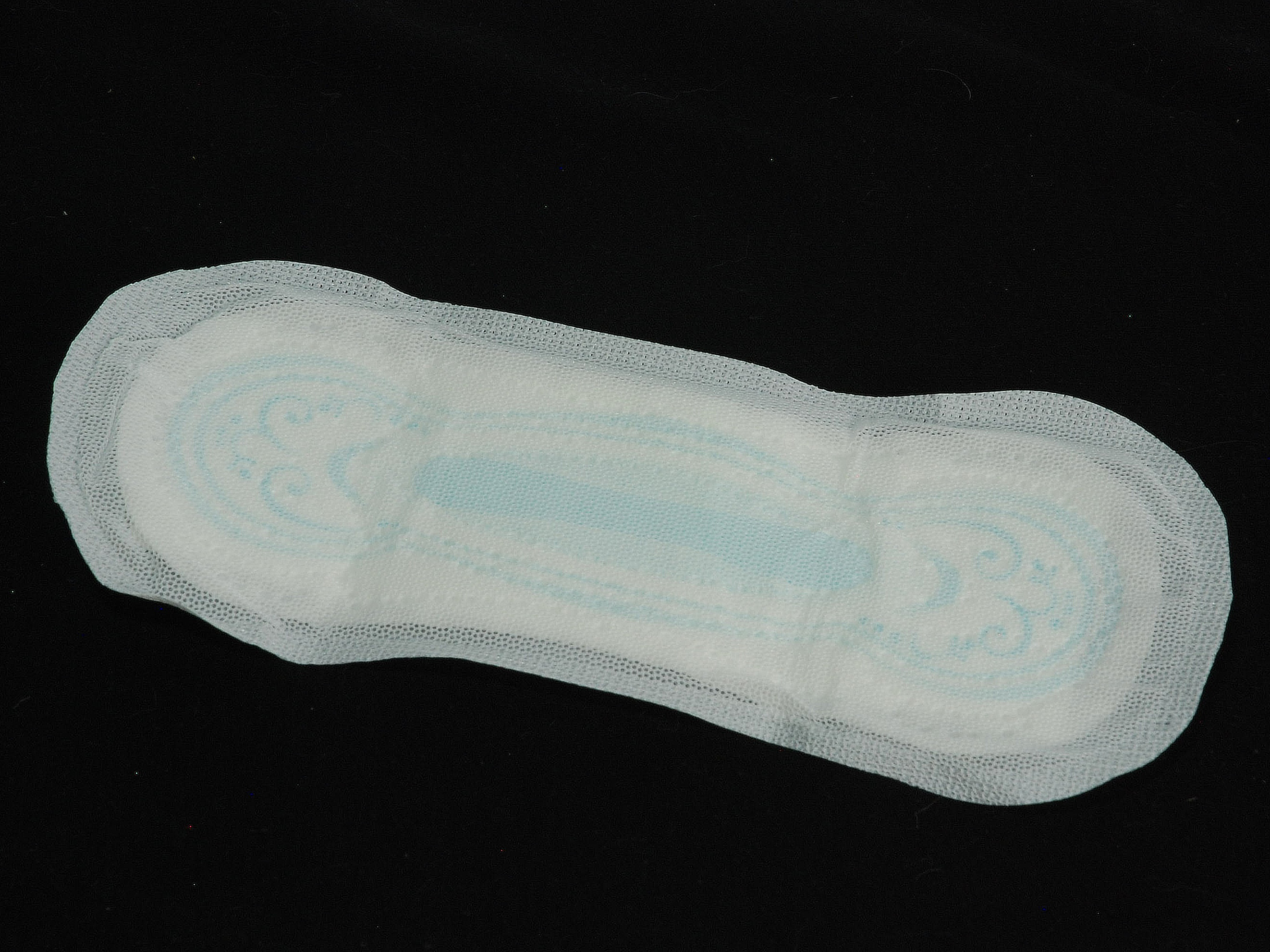
Менструальна прокладка без крилець

Менструальна прокладка (англ. Menstrual pad) — пристосування для збору менструального секрету, яке розміщується між вульвою та спідньою білизною. Сучасні одноразові прокладки винайшли під час Першої світової війни, масове виробництво запущено у 1920 році. Прокладки серед інших засобів менструальної гігієни є безпечнішими за тампони (не викликають синдрому токсичного шоку), проте дорожчі і екологічно невигідніші за менструальні чаші (через одноразовий пластик).

## Опис
Одноразові менструальні прокладки складаються з тонкого шару адсорбуючого матеріалу і зовнішнього покриття, з верхнього боку виконаного з м'якого пористого матеріалу, а з іншого з клейкою смугою, що кріпиться на білизну.
Багаторазові прокладки зроблені із тканини, найчастіше бавовни, яку можна прати.
Прокладки за властивістю схожі на підгузки, але відрізняються більшою гігроскопічністю. Деякі прокладки ароматизовані, щоб приховати запах менструальної крові. Одна прокладка, в середньому, розрахована на чотири години.

## Історія
До появи менструальних прокладок жінки обмежували виділення, поміщуючи у вагіну мох, тампонуючи ним кровотечу, або виготовляли подушечки з різних рослинних волокон (листя банана, тканин).
Перші засоби менструальної гігієни з'явилися у Вавилоні та Стародавньому Єгипті. Єгиптянки використовували розм'якшений папірус як жорсткий тампон. В Давній Греції тампони виготовлялися із пуху, обгорнутого навколо маленьких шматочків деревини. В Римській імперії прокладки робили з м'якої шерсті. В інших частинах світу матеріалами слугували папір, мох, шерсть, шкури тварин і тра́ви, що поглинали менструальні виділення.
В Середньовічній Азії, на відміну від Європи, жінки дотримувались гігієни. На азійському континенті з'явилися одноразові прокладки — паперові серветки, складені конвертом, що утримувались хустинкою, закріпленою на поясі. Пізніше в Японії почали виготовляти гігієнічні пояси з пропущеною поміж ніг смугою. Між смугою та вульвою закладалася серветка: пояс був багаторазовим, серветка — одноразовою. Зовні пояс нагадував перегорнутий кошик.
Європейські дами користувалися подолами сорочок або нижніх спідниць, які заправлялися поміж ніг. В Російській імперії іноді використовувались «сороміцькі порти» з товстого матеріалу — менструальні виділення поглиналися безпосередньо портами, які знаходились під широкими спідницями. Для поглинання деякі заможні жінки вставляли у вагіну шматочки тканини. Однак більшість жінок не могли цього робити, дозволяючи менструальній крові витікати природнім шляхом.
У 1888 році в США з'явилася перша реклама одноразових серветок. Також жінки користувалися багаторазовими саморобними прокладками із фетру або полотна, які після використання складалися в пакет і прополіскувались у ванній. Після висихання їх можна було використовувати знову. Через відсутність туалетів прокладки замінювали у спальні або іншому зачиненому приміщенні. Для додаткового захисту від протікання використовувались фартухи, які захищали верхню спідницю від забруднень, а також менструальні труси-бріфи.
Під час Першої світової війни американська фірма «Кімберлі-Кларк» розробила матеріал целюкотон, який поглинав вологу у п'ять разів швидше за звичайну вату, для поглинаючих пов'язок для крові поранених солдатів. Визнаючи ефективність технології, що являла собою суміш целюлози та бавовни, медсестри воєнного часу почали використовувати одноразові пов'язки для поглинання менструальної крові. Відкриття справило значний вплив на розвиток засобів гігієни. У 1920 році в містечку Ніна, штат Вісконсин, було запущено масове виробництво одноразових менструальних прокладок «Целлюнап», перейменованих наступного року на «Kotex». По закінченню війни технологія комерціалізувалась та охопила ринки індустріальних країн.
Ці прокладки стали великим кроком вперед, будучи дуже зручними і не вимагаючи кріплення до талії спеціальними ременями. Аптеки, які продавали «Kotex» за 50 центів, виставляли біля каси дві коробки з прокладками та грішми. За відсутності коробок було достатньо сказати пароль із назвою. Пачки з прокладками продавалися без написів та малюнків, а їх поглинаюча здатність була дуже низькою.
У 1927 році компанія Johnson & Johnson представила менструальні прокладки «Modess». Тоді ж Ліліан Гілбрет удосконалила гігієнічний пояс із еластику, що кріпився на талії, від якого спереду і ззаду спускалися вниз дві лямки з металічними затискачами. До затискачів кріпилася прямокутна прокладка. Іноді до поясу вставлялися дві довгі і товсті прокладки, які прикривали всю промежину. Після походу в туалет жінки змінювали прокладки і викидали використану в смітник.
До того часу прокладки спалювались у камінах або переносних тиглях. Через те, що прокладки часто збивалися і протікали, жінки носили щільні труси, іноді з водонепроникним шаром в промежині, які зменшували протікання і викликали потіння вульви. На деяких трусах були спеціальні пристосування для додаткового кріплення прокладки, які доводилося часто міняти. У 1930-х роках Леона Чалмерс створює менструальну чашу з алюмінію та твердої гуми і запускає рекламу прокладок на сторінках жіночих журналів.
Ця стратегія призвела до швидкого успіху: до початку Другої світової війни доля фетрових прокладок зменшилась до 20 %, а до кінця 1940-х — до 1 %. Після цього багаторазові прокладки остаточно відійшли у минуле. У 60-х роках сексуальна революція остаточно зняла більшість заборон, зокрема й на рекламу засобів жіночої гігієни.
В наступні два десятиліття прокладки продовжували вдосконалюватись, з'явився захисний нижній шар і «сухий» поглинаючий шар, крильця, а також матеріали-поглиначі. До того часу жінки СРСР користувалися саморобними засобами гігієни із вати, марлі і туалетного паперу. Після розпаду СРСР в рекламі прокладок з'явилася блакитна вода, якою зображують менструальну кров у демонстраціях поглинальної здатності прокладок.
Сучасні засоби жіночої гігієни виготовляються із природної сировини та з використанням передових технологій. Вони можуть закріплюватись до спідньої білизни або вшиватися всередину. Деякі прокладки можна змивати в унітаз за умови, якщо вони виготовлені із розчинних матеріалів.

## Види

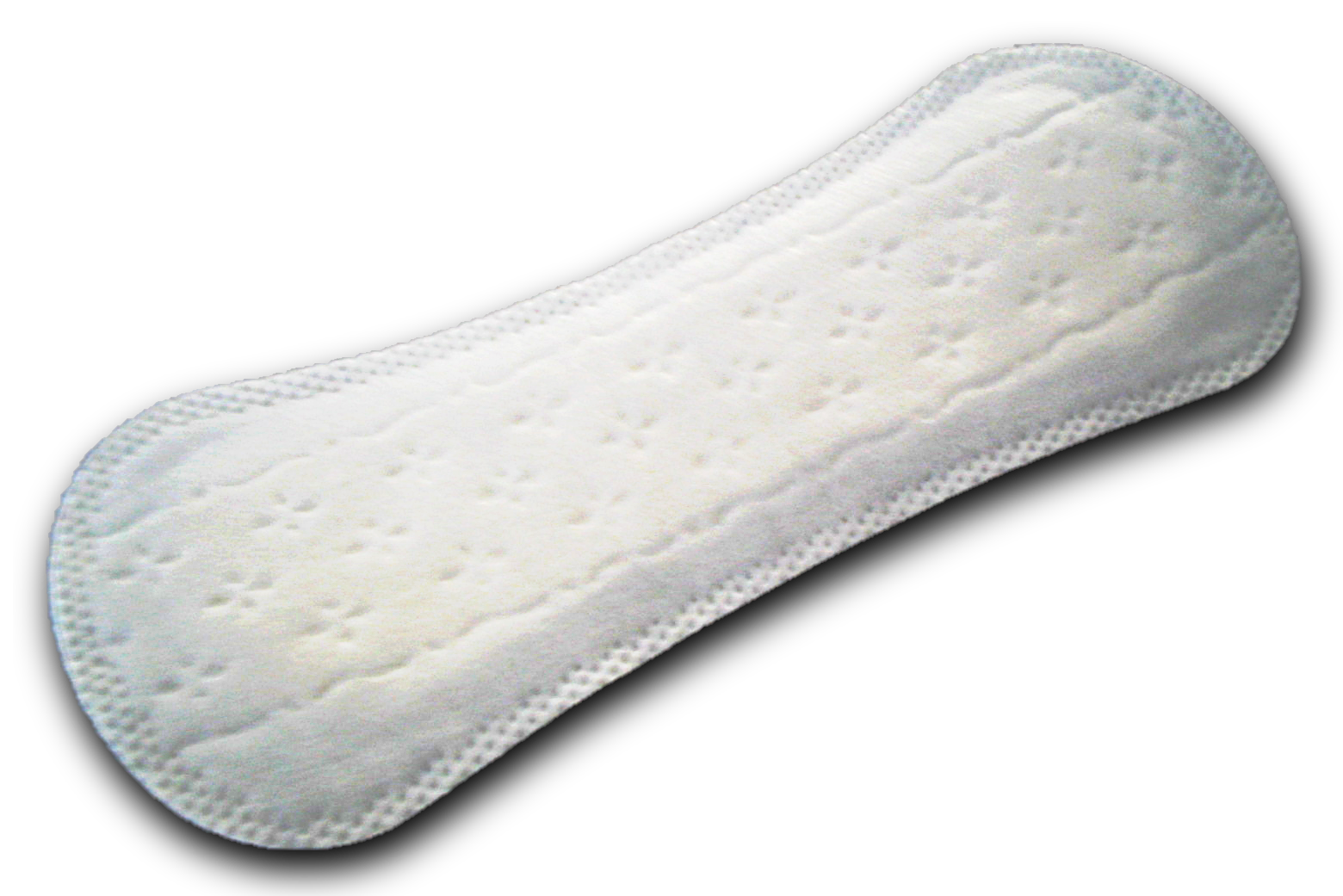
Щоденна прокладка

Існують різні види гігієнічних прокладок:
- багаторазові та одноразові — багаторазові виготовлені з тканини, їх можна прати і використовуючи безліч разів, вони економніші, екологічні через відсутність хімікатів та алергенів, які можуть подразнювати шкіру. Одноразові прокладки необхідно викидати після використання;
- різна товщина і поглинаюча здатність — використовуються в залежності від рівня кровотечі;
- з крильцями або без — крильця приклеюються до нижньої частини спідньої білизни для фіксації;
- нічні — подовжені і з більшими крильцями, використовуються вночі для сну, а також від протікань;
- для білизни та для стрингів — відрізняються формою, прокладки для стрингів значно вужчі;
- білі та чорні — менструальні прокладки роблять лише білими, але для щоденних передбачені й моделі чорного кольору, які можна приховати за темної білизни;
- щоденні — менші, тонші від менструальних, використовуються для захисту білизни від слабких виділень, а в разі потреби — від нормальних щоденних виділень (вагінальний секрет).